# Boettgeria obesiuscula
Boettgeria obesiuscula là một loài ốc đất liền thân nhỏ, kéo dài, hô hấp trên cạn, là động vật thân mềm chân bụng có phổi sống trên cạn thuộc họ Clausiliidae, tất cả đều có một cơ quan gọi là clausilium.
Nó là loài đặc hữu của Bồ Đào Nha.